# Scutobruchus ceratioborus
Scutobruchus ceratioborus là một loài bọ cánh cứng trong họ Bruchidae. Loài này được Philippi miêu tả khoa học năm 1859.